# Амалія Родрігіш
Ама́лія да Пієда́де Реборда́у Родрі́гіш (порт. Amália da Piedade Rebordão Rodrigues; нар. 1 (або 23) липня 1920, Лісабон — †6 жовтня 1999, Лісабон) — португальська співачка фаду, акторка, «голос Португалії», «королева фаду», одна з найкращих співачок XX століття.
Світової слави набула як «королева фаду», стала символом португальської культури, іншими словами її послом у світі. З'являлась у різних телепрограмах за кордоном, де співала не тільки фаду і традиційну португальську музику, але і музику іноземного походження: французького, американського, іспанського, італійського, бразильського. Зробила вагомий внесок в історію самого фаду, оскільки почала співати поеми великих португальських класиків, а згодом і сучасних — таких як Давід Монрау Феррейра, Педру Омень де Меллу серед інших.
Похована в Національному пантеоні, серед найвідоміших португальців.

## Біографія
Народилася в столичному кварталі Пена, у бідній багатодітній сім'ї п'ятою дитиною (з дев'яти). Точна дата народження співачки невідома: у її свідоцтві про народження написано 23 липня 1920 року, хоча сама співачка як і її офіційний сайт вказують на 1 липня того ж року. Її батько, чоботар за фахом, прибув до Лісабона з північного міста Фундан у пошуках роботи. Мабуть саме тому Амалія завжди вважала дату свого народження саме 1 липня — сезон збору черешень в Фундані. Проте за 14 місяців перебування у Лісабоні, батько не знайшов постійної роботи і був змушений повернутися у Фундан. Амалія залишилася у Лісабоні, де виховувалася бабусею по материнській лінії. Бабуся була неписемною, і Амалія почала ходити до школи у віці 9 років, проте змушена була перервати навчання у 12-річному віці, як це часто траплялося у бідних родинах тих часів. Співати почала ще з дитинства. Дебютувала у 1938 році, у 1940 році вийшла заміж за гітариста-аматора Франсішку да Круж (розвелась у 1943 році). У 1942 році виступила в Мадриді.
Перші записи зробила у 1945 році в Бразилії, де з величезним успіхом давала концерти протягом 4 місяців. У 1949 році гастролювала в Парижі, у 1956 році, ще раз — в знаменитому залі «Олімпія». Протягом свого життя записала 170 альбомів. З 1947 року почала зніматися в кіно: перша роль — в музичній драмі Арманду де Міранда «Чорні плащі» (1947), а роль у фільмі французького кінорежисера Анрі Вернея «Лісабонські закохані» (1955) принесла їй європейську популярність. Останній раз вона знялася у фантастичній стрічці Віма Вендерса «До кінця світу» (1991). У 1950—1970-х давала концерти у Нью-Йорку, Лондоні, Дубліні, Трієсті, Римі, Берні, Токіо і Москві. У 1980-х стала виступати як композитор.
На честь п'ятдесятиріччя на сцені Амалія Родрігіш отримала у 1989 році почесну нагороду з рук президента Португалії Маріу Суаріша. Папа Іван-Павло II удостоїв її особистої аудієнції. У 1990 році Амалія залишила сцену.
Померла Амалія у віці 79 років вранці 6 жовтня 1999 року у Лісабоні, за кілька годин після повернення зі свого будинку в Алентежу. У той же день прем'єр-міністр Антоніу Гутерреш оголосив 3-денну національну жалобу в країні. Спочатку її поховали на цвинтарі «Празереш» португальської столиці, а через два роки (у липні 2001 року) прах співачки було перенесено до Національного пантеону Португалії — місця, де поховані деякі відомі португальці.
Про неї зняли документальні фільми Бруну де Алмейда «Амалія — у Нью-Йорку» (1991), «Амалія на Всесвітній виставці 1998 року» (1998), «Амалія — таке ось дивне життя» (1995), «Мистецтво Амалії» (2000). Архівні кадри зі співачкою були використані у фільмі Карлоса Саура «Фаду» (2007).
Вважалась символом португальської культури, португальської мови і фаду. Тому за часів Нової Держави розглядалася (як «королева фаду») як одна з трьох F характерних для Португалії часів диктатури: фаду, футбол, Фатіма. Співпрацювала з Комуністичною партією Португалії, у часи її заборони диктаторським режимом Салазара.

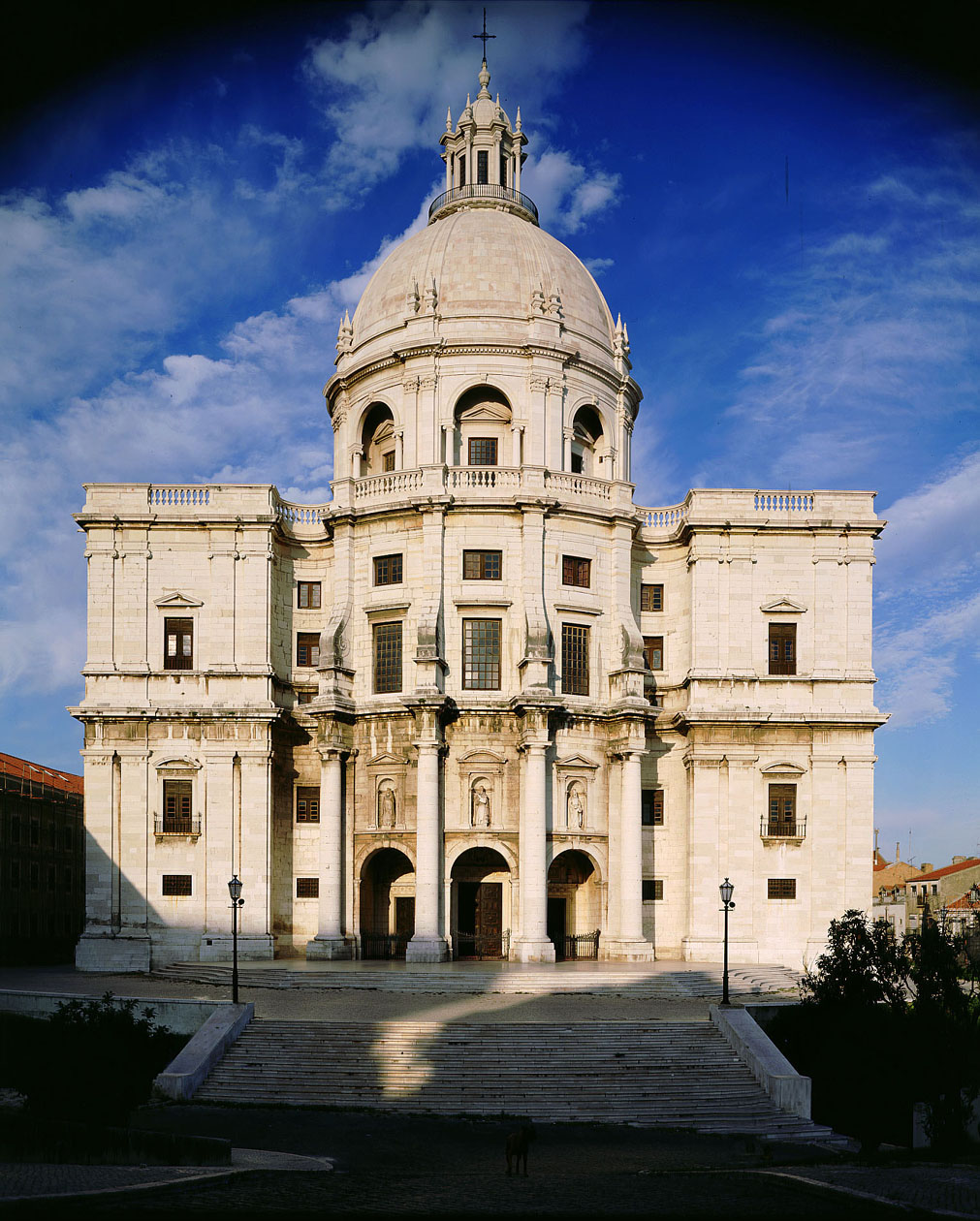
Церква Св. Енграсії, Національний Пантеон, місце де похована Амалія

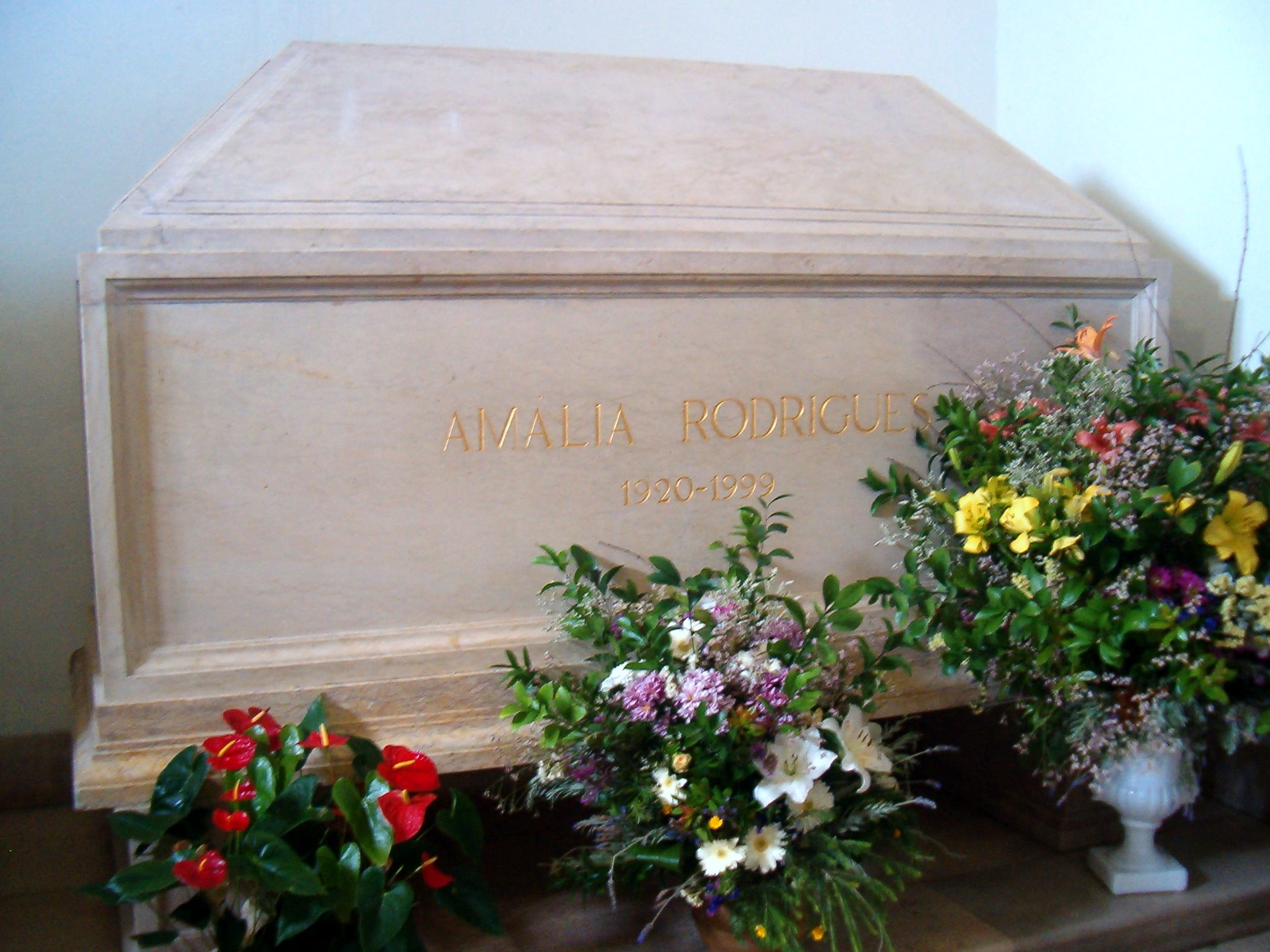
Саркофаг Амалії: завжди з квітами

## Дискографія
- Perseguição (1945)
- Tendinha (1945)
- Fado do Ciúme (1945)
- Ai Mouraria (1945)
- Maria da Cruz (1945)
- Ai Mouraria 1951/52
- Sabe-se Lá 1951/52
- Novo Fado da Severa (1953)
- Uma Casa Portuguesa (1953)
- Primavera (1954)
- Tudo Isto é Fado (1955)
- Foi Deus (1956)
- Amália no Olympia (1957)
- Povo que Lavas no Rio (1963)
- Estranha Forma de Vida (1964)
- Amália Canta Luís de Camões (1965)
- Formiga Bossa Nossa (1969)
- Amália e Vinicius (1970)
- Com que Voz (1970)
- Fado Português (1970)
- Oiça Lá ó Senhor Vinho (1971)
- Amália no Japão (1971)
- Cheira a Lisboa (1972)
- A Una Terra Che Amo (1973)
- Amália no Canecão (1976)
- Cantigas da Boa Gente (1976)
- Lágrima (1983)
- Amália na Broadway (1984)
- O Melhor de Amália — Estranha Forma de Vida (1985)
- O Melhor de Amália volume 2 — Tudo Isto é Fado (1985)
- Obsessão (1990)
- Abbey Road 1952 (1992)
- Segredo (1997)